# Rhodopechys alienus
Rhodopechys alienus е вид птица от семейство Чинкови (Fringillidae).

## Разпространение
Видът е разпространен в Алжир и Мароко.